# سید ابوالقاسم دهکردی

نگاره سید ابوالقاسم دهکردی اثر مصطفی شعرباف

سید ابوالقاسم حسینی دهکردی (زاده ۱۸ اسفند ۱۲۳۴، شهرکرد – درگذشت ۲۲ دی ۱۳۱۳، اصفهان) مشهور به آیت‌الله نجفی دهکردی، مجتهد و فقیه اصولی، از مراجع تقلید شیعه در عصر قاجار و پهلوی و صاحب کتاب فقهی منبر الوسیله بود‌.

## ولادت
سید ابوالقاسم حسینی دهکردی در ۱۲۳۴ خورشیدی (اول رجب ۱۲۷۲) در شهرکرد دیده به جهان گشود. وی دومین فرزند سید محمدباقر بن سید ابراهیم دهکردی است. پدرش در بین مردم شهرکرد به فردی با تقوا و با خدا مشهور بود. اجداد وی به علی سجاد منتسب هستند. برادران وی نیز همگی از فقها و علمای وقت شهرکرد به شمار می آمدند
سید ابوالقاسم در دوران نوجوانی و جوانی از کلاس و درس دایی اش آخوند ملا محمدحسن آقازاده دهکردی مشهور به «کوهی»، (که پرورش یافته مکتب ملا هادی سبزواری بود) استفاده کرد. جد مادری وی شیخ محمدابراهیم دهکردی معروف به آخوند دهکردی، از بزرگترین و مشهورترین علمای چهارمحال و از شاگردان برجسته محمدباقر شفتی به شمار می آمد.

## تحصیلات
وی در مکتب‌خانه و مدرسه امامیه شهرکرد تحصیل خود را آغاز کرد و سپس برای ادامه تحصیل به اصفهان عزیمت کرد و در مدرسه صدر بازار آن شهر، از استادان پرآوازه آن عصر نظیر آقا میرزا ابوالمعالی کلباسی اشتری، آقا میرزا محمدحسین نجفی، آخوند ملا محمد باقر فشارکی، اسماعیل درکوشکی و محمدباقر نجفی اصفهانی و ملا اسماعیل حکیم و دیگران تحصیل نموده و بهره‌های وافر برد. در آن زمان هنوز حوزه علمیه قم رونق نگرفته بود.
وی در حوزه‌های علمیه سامرا و نجف به مدت حدود هفت سال نزد اساتید برجسته ای نظیر میرزای شیرازی و ملا فتحعلی سلطان آبادی به افزایش اندوخته‌های علمی و ارتقا به مقامات فقهی و اصولی پرداخت.

## مرجعیت
وی بسیار مورد وثوق مردم در استان‌های چهارمحال و بختیاری، اصفهان، و نقاط هم جوار بود که اکثریت اهالی این نقاط وی را مرجع تقلید خویش قرار دادند و رساله عملیه ایشان حاوی فتاوی فقهی به نام هدایه الانام مکرر چاپ شد و در دسترس مقلدین او قرار گرفت.

## اعلامیه پنج ماده‌ای
سید ابوالقاسم دهکردی طی یک اقدام بدیع در اواسط جمادی‌الاول ۱۳۲۴ و در آستانه مهاجرت علمای تهران به قم (مهاجرت کبری)، به همراهی ۱۳ نفر از علمای طراز اول اصفهان از جمله آقا نجفی اصفهانی، نورالله نجفی اصفهانی، محمدحسین فشارکی، شیخ مرتضی ریزی، میرزا محمدتقی مدرس، سیدمحمدباقر بروجردی، میرزا محمدمهدی جویباره‌ای، میرزا ابوالقاسم زنجانی، آقامحمدجواد قزوینی و رکن‌الملک شیرازی موارد زیر را متعهد شدند:
این خدام شریعت مطهره با همراهی جناب رکن‌الملک، متعهد و ملتزم شرعی شده‌ایم که مهما امکن بعد ذلک تخلف ننماییم، فعلاً ۵ فقره است:
- اولاً: قبالجات و احکام شرعیه از شنبه به بعد روی کاغذ ایرانی بدون آهار نوشته شود. اگر بر کاغذهای دیگر نویسند، مهر ننموده و اعتراف نمی‌نویسیم. قباله و حکمی هم که روی کاغذ دیگر نوشته بیاورند و تاریخ آن بعد از این قرارداد باشد، امضا نمی‌نماییم. حرام نیست کاغذ غیر ایرانی و کسی را مانع نمی‌شویم؛ ماها به این روش متعهدیم.
- ثانیاً: کفن اموات، اگر غیر از کرباس و پارچه اردستانی یا پارچه‌های دیگر ایرانی باشد، متعهد شده‌ایم بر آن میت، ماها نماز نخوانیم. دیگری را برای اقامه صلوة بر آن میت بخواهند ماها را معاف دارند.
- ثالثاً: ملبوس مردانه جدید، که از این تاریخ به بعد دوخته و پوشیده می‌شود، قرار دادیم مهما امکن، هر چه بدلی در ایران یافت می‌شود، لباس خودمان را از آن منسوخ نماییم و منسوخ غیر ایرانی را نپوشیم و احتیاط نمی‌کنیم و حرام نمی‌دانیم لباس‌های غیر ایرانی را، اما ماها ملتزم شده‌ایم حتی‌المقدور بعد از این تاریخ ملبوس خود را از منسوج ایرانی بنماییم. تابعین ماها نیز کذلک و متخلف توقع احترام از ماها نداشته باشد. آنچه از سابق پوشیده و داریم و دوخته، ممنوع نیست استعمال آن.
- رابعاً: مهمانی‌ها بعد ذلک ولو اعیانی باشد، چه عامه، چه خاصه، باید مختصر باشد یک پلو و یک خورش و یک افشره. اگر زاید بر این کسی تکلف دهد، ماها را به محضر خود وعده نگیرد. خودمان نیز به همین روش مهمانی می‌نماییم. هر چه کمتر و مختصرتر از این تکلف کردند، موجب مزید امتنان ماها خواهد بود.
- خامساً: وافوری و اهل وافور را احترام نمی‌کنیم و به منزل او نمی‌رویم زیرا که آیات باهره: «إِنَّ الْمُبَذِّرِینَ کَانُوا إِخْوَانَ الشَّیَاطِینِ» «وَلا تُسْرِفُوا اِنَّهُ لا یُحِبُّ الْمُسْرِفِینَ» «وَلا تُلْقُوا بِأَیْدِیکُمْ إِلَی التَّهْلُکَه» و حدیث «لاضرر و لاضرار» ضرر مالی و جانی و عمری و نسلی و دینی و عرضی و شغلی آن محسوس و مسری است و خانواده‌ها و ممالک را به باد داده. بعد از این هر که را فهمیدیم وافوری، به‌نظر توهین و خفت می‌نگریم.

## آثار
برخی از آثار وی در علوم اسلامی عبارتند از:
1. منبرالوسیله (این کتاب اخیراً به اهتمام مجید جلالی دهکردی در قم چاپ شده‌است)
2. السوانح و اللوائح (تاریخ اقامت وی در شیراز)
3. حاشیه بر تفسیر صافی و حاشیه بر وافی
4. شارات السالکین یا واردات غیبیه
5. جنّت المأوی در اخلاق
6. حاشیه بر جامع عباسی
7. ذخیره‌ای در ادعیه و ختومات
8. رساله عملیه جهت مقلدین به نام هدایه الانام
9. شرح فارسی بر کتب من لایحضره الفقیه[۲]

سید ابوالقاسم دهکردی از رجال حدیث محسوب می‌شد و دانشورانی چون سید روح‌الله خمینی، شهاب الدین مرعشی نجفی، سید حسین طباطبایی بروجردی، آقا رحیم ارباب، سید محمدتقی موسوی احمدآبادی و معلم حبیب‌آبادی از وی اجازه نقل حدیث و اجتهاد دریافت کرده‌اند.

## درگذشت
سید ابوالقاسم دهکردی سرانجام در سن ۸۱ سالگی در شب یکشنبه ۲۲ دی ۱۳۱۳ (ششم شوال ۱۳۵۳) درگذشت و در جوار مقبره زینب بنت موسی بن جعفر در ارزنان اصفهان به خاک سپرده شد.
در حال حاضر مسجدی به نام وی در کنار امامزاده زینبیّه اصفهان برپاست که مورد توجه مردم می‌باشد. در میانه خیابان عبدالرزاق اصفهان کوچه بن‌بستی به نام شهید امیرحسین دیانی - که قبلاً آیت الله دهکردی نام داشته - قرار دارد که در حال حاضر منزل سیدابوالقاسم دهکردی در آن واقع شده‌است که به همان صورت اولیه و سبک و سیاق دوران حیات وی حفاظت گردیده‌است.

## بزرگداشت
- در سال ۱۳۹۶ مراسم نکوداشت آیت الله دهکردی توسط اداره کل ارشاد استان در فرهنگسرای شهرکرد با پیام جعفر سبحانی و با حضور جمعی از چهره های علمی و فرهنگی کشور برگزار شد.
- یکی از میادین اصلی شهرکرد بنام آیت الله دهکردی نامگذاری شده است.[۸]